# 2009年のワールドシリーズ
2009年のワールドシリーズ（2009ねんのワールドシリーズ）は、2009年10月28日から11月4日まで行われたメジャーリーグの105回目のワールドシリーズである。
今年のオールスターゲームで勝利したアメリカンリーグがホームアドバンテージを得た。これでこの制度が初採用された2003年から7年続けてアメリカンリーグがホームアドバンテージを得ることとなった。アメリカンリーグは西地区の覇者ロサンゼルス・エンゼルス・オブ・アナハイムを破り6年振り出場のニューヨーク・ヤンキースが、ナショナルリーグは西地区の覇者ロサンゼルス・ドジャースを破り2年連続出場のフィラデルフィア・フィリーズが、それぞれ出場した。
ヤンキース対フィリーズのワールドシリーズは1950年のワールドシリーズ以来である。MLBはこのシリーズを、フィラデルフィアの自由の鐘とニューヨークの自由の女神にちなみ、"Liberty Series" と呼んだ。結果はヤンキースが4勝2敗で9年ぶり27回目のワールドチャンピオンとなった。MVPは3本塁打、8打点を挙げた松井秀喜が初受賞した。日本人選手によるMVPの受賞は史上初。また、松井はDHとしてフル出場してのMVP受賞も史上初である。

## 出場チーム

### フィラデルフィア・フィリーズ
昨年のワールドシリーズでタンパベイ・レイズを破り、28年ぶり2度目のワールドシリーズ制覇を達成。
2008年シーズン終了後、パット・ギリックに代わりルーベン・アマロ・ジュニアがフィリーズのGMに就任。パット・バレルの後釜にシアトル・マリナーズからラウル・イバニェスが3年総額3,150万ドルで移籍。ロサンゼルス・ドジャースから移籍した朴賛浩は先発5番手として開幕を迎えた。
レギュラーシーズンは93勝69敗で3年連続で地区優勝。ディビジョンシリーズでコロラド・ロッキーズを3勝1敗で破り、リーグチャンピオンシップシリーズでロサンゼルス・ドジャースを4勝1敗で破り、2年連続でワールドシリーズへ進出。2年連続のナ・リーグ優勝は1995年から1996年のアトランタ・ブレーブス以来13年ぶり。

### ニューヨーク・ヤンキース
2008年11月20日にチーム支配権がジョージ・スタインブレナーから息子のハル・スタインブレナーへ委譲された。同日、シーズン20勝を挙げたマイク・ムッシーナが現役引退を表明。ボビー・アブレイユ、ジェイソン・ジアンビ、カール・パバーノがFAで他球団へ移籍。その代わりにCC・サバシアを7年総額1億6,100万ドル、A.J.バーネットを5年総額8,250万ドル、マーク・テシェイラを8年総額1億8,000万ドルで獲得し、ニック・スウィッシャーをトレードで獲得。
レギュラーシーズンは103勝59敗で3年ぶりの地区優勝。CC・サバシアはリーグ最多タイの19勝を挙げ、アレックス・ロドリゲスとマーク・テシェイラは30本塁打・100打点を達成。クローザのマリアノ・リベラはトレバー・ホフマンに次いでメジャー史上2人目の通算500セーブを達成。デレク・ジーターはルー・ゲーリッグの持つヤンキースの安打記録2721本を更新。
ディビジョンシリーズでミネソタ・ツインズを3勝0敗で破り、リーグチャンピオンシップシリーズでロサンゼルス・エンゼルス・オブ・アナハイムを4勝2敗で破り、6年ぶりにワールドシリーズへ進出。

## 試合結果
2009年のワールドシリーズは10月28日に開幕し、途中に移動日を挟んで8日間で6試合が行われた。日程・結果は以下の通り。
| 日付                                                     | 試合  | ビジター球団（先攻）         | スコア | ホーム球団（後攻）           | 開催球場                   | 開催球場                                          |
| -------------------------------------------------------- | ----- | ---------------------------- | ------ | ---------------------------- | -------------------------- | ------------------------------------------------- |
| 10月28日（水）                                           | 第1戦 | フィラデルフィア・フィリーズ | 6－1   | ニューヨーク・ヤンキース     | ヤンキー・スタジアム       | ヤンキー・ · スタジアムシチズンズ・バンク・パーク |
| 10月29日（木）                                           | 第2戦 | フィラデルフィア・フィリーズ | 1－3   | ニューヨーク・ヤンキース     | ヤンキー・スタジアム       | ヤンキー・ · スタジアムシチズンズ・バンク・パーク |
| 10月30日（金）                                           |       | 移動日                       | 移動日 | 移動日                       |                            | ヤンキー・ · スタジアムシチズンズ・バンク・パーク |
| 10月31日（土）                                           | 第3戦 | ニューヨーク・ヤンキース     | 8－5   | フィラデルフィア・フィリーズ | シチズンズ・バンク・パーク | ヤンキー・ · スタジアムシチズンズ・バンク・パーク |
| 11月01日（日）                                           | 第4戦 | ニューヨーク・ヤンキース     | 7－4   | フィラデルフィア・フィリーズ | シチズンズ・バンク・パーク | ヤンキー・ · スタジアムシチズンズ・バンク・パーク |
| 11月02日（月）                                           | 第5戦 | ニューヨーク・ヤンキース     | 6－8   | フィラデルフィア・フィリーズ | シチズンズ・バンク・パーク | ヤンキー・ · スタジアムシチズンズ・バンク・パーク |
| 11月03日（火）                                           |       | 移動日                       | 移動日 | 移動日                       |                            | ヤンキー・ · スタジアムシチズンズ・バンク・パーク |
| 11月04日（水）                                           | 第6戦 | フィラデルフィア・フィリーズ | 3－7   | ニューヨーク・ヤンキース     | ヤンキー・スタジアム       | ヤンキー・ · スタジアムシチズンズ・バンク・パーク |
| 優勝：ニューヨーク・ヤンキース（4勝2敗 / 9年ぶり27度目） |       |                              |        |                              |                            | ヤンキー・ · スタジアムシチズンズ・バンク・パーク |

### 第1戦 10月28日
- ヤンキー・スタジアム（ニューヨーク州ニューヨーク市ブロンクス区）

|                              | 1 | 2 | 3 | 4 | 5 | 6 | 7 | 8 | 9 | R | H | E |
| ---------------------------- | - | - | - | - | - | - | - | - | - | - | - | - |
| フィラデルフィア・フィリーズ | 0 | 0 | 1 | 0 | 0 | 1 | 0 | 2 | 2 | 6 | 9 | 1 |
| ニューヨーク・ヤンキース     | 0 | 0 | 0 | 0 | 0 | 0 | 0 | 0 | 1 | 1 | 6 | 0 |

1. 勝利：クリフ・リー（1勝）
2. 敗戦：CC・サバシア（1敗）
3. 本塁打
PHI：チェイス・アトリー1号ソロ・2号ソロ
4. 審判
［球審］ジェリー・デービス
［塁審］一塁: ジェフ・ネルソン、二塁: ブライアン・ゴーマン、三塁: マイク・エベリット
［外審］左翼: デイナ・デムス、右翼: ジョー・ウェスト
5. 試合開始時刻: 東部夏時間（UTC-4）午後8時1分  試合時間: 3時間27分  観客: 5万207人  気温: 52°F（11.1°C）
詳細: MLB.com Gameday / ESPN.com / Baseball-Reference.com / Fangraphs

| フィラデルフィア・フィリーズ | フィラデルフィア・フィリーズ | フィラデルフィア・フィリーズ | フィラデルフィア・フィリーズ | フィラデルフィア・フィリーズ                                                                                       | ニューヨーク・ヤンキース | ニューヨーク・ヤンキース | ニューヨーク・ヤンキース | ニューヨーク・ヤンキース | ニューヨーク・ヤンキース                                                                                           |
| ---------------------------- | ---------------------------- | ---------------------------- | ---------------------------- | --- | ------------------------ | ------------------------ | ------------------------ | ------------------------ | --- |
| 打順                         | 守備                         | 選手                         | 打席                         | C・リーC・ルイーズR・ハワードC・アトリーP・フェリスJ・ロリンズB・フランシスコS・ビクトリーノJ・ワースR・イバニェス | 打順                     | 守備                     | 選手                     | 打席                     | C・サバシアJ・ポサダM・テシェイラR・カノA・ロドリゲスD・ジーターJ・デイモンM・カブレラN・スウィッ · シャー松井秀喜 |
| 1                            | 遊                           | J・ロリンズ                  | 両                           | C・リーC・ルイーズR・ハワードC・アトリーP・フェリスJ・ロリンズB・フランシスコS・ビクトリーノJ・ワースR・イバニェス | 1                        | 遊                       | D・ジーター              | 右                       | C・サバシアJ・ポサダM・テシェイラR・カノA・ロドリゲスD・ジーターJ・デイモンM・カブレラN・スウィッ · シャー松井秀喜 |
| 2                            | 中                           | S・ビクトリーノ              | 両                           | C・リーC・ルイーズR・ハワードC・アトリーP・フェリスJ・ロリンズB・フランシスコS・ビクトリーノJ・ワースR・イバニェス | 2                        | 左                       | J・デイモン              | 左                       | C・サバシアJ・ポサダM・テシェイラR・カノA・ロドリゲスD・ジーターJ・デイモンM・カブレラN・スウィッ · シャー松井秀喜 |
| 3                            | 二                           | C・アトリー                  | 左                           | C・リーC・ルイーズR・ハワードC・アトリーP・フェリスJ・ロリンズB・フランシスコS・ビクトリーノJ・ワースR・イバニェス | 3                        | 一                       | M・テシェイラ            | 両                       | C・サバシアJ・ポサダM・テシェイラR・カノA・ロドリゲスD・ジーターJ・デイモンM・カブレラN・スウィッ · シャー松井秀喜 |
| 4                            | 一                           | R・ハワード                  | 左                           | C・リーC・ルイーズR・ハワードC・アトリーP・フェリスJ・ロリンズB・フランシスコS・ビクトリーノJ・ワースR・イバニェス | 4                        | 三                       | A・ロドリゲス            | 右                       | C・サバシアJ・ポサダM・テシェイラR・カノA・ロドリゲスD・ジーターJ・デイモンM・カブレラN・スウィッ · シャー松井秀喜 |
| 5                            | 右                           | J・ワース                    | 右                           | C・リーC・ルイーズR・ハワードC・アトリーP・フェリスJ・ロリンズB・フランシスコS・ビクトリーノJ・ワースR・イバニェス | 5                        | 捕                       | J・ポサダ                | 両                       | C・サバシアJ・ポサダM・テシェイラR・カノA・ロドリゲスD・ジーターJ・デイモンM・カブレラN・スウィッ · シャー松井秀喜 |
| 6                            | DH                           | R・イバニェス                | 左                           | C・リーC・ルイーズR・ハワードC・アトリーP・フェリスJ・ロリンズB・フランシスコS・ビクトリーノJ・ワースR・イバニェス | 6                        | DH                       | 松井秀喜                 | 左                       | C・サバシアJ・ポサダM・テシェイラR・カノA・ロドリゲスD・ジーターJ・デイモンM・カブレラN・スウィッ · シャー松井秀喜 |
| 7                            | 左                           | B・フランシスコ              | 右                           | C・リーC・ルイーズR・ハワードC・アトリーP・フェリスJ・ロリンズB・フランシスコS・ビクトリーノJ・ワースR・イバニェス | 7                        | 二                       | R・カノ                  | 左                       | C・サバシアJ・ポサダM・テシェイラR・カノA・ロドリゲスD・ジーターJ・デイモンM・カブレラN・スウィッ · シャー松井秀喜 |
| 8                            | 三                           | P・フェリス                  | 右                           | C・リーC・ルイーズR・ハワードC・アトリーP・フェリスJ・ロリンズB・フランシスコS・ビクトリーノJ・ワースR・イバニェス | 8                        | 右                       | N・スウィッシャー        | 両                       | C・サバシアJ・ポサダM・テシェイラR・カノA・ロドリゲスD・ジーターJ・デイモンM・カブレラN・スウィッ · シャー松井秀喜 |
| 9                            | 捕                           | C・ルイーズ                  | 右                           | C・リーC・ルイーズR・ハワードC・アトリーP・フェリスJ・ロリンズB・フランシスコS・ビクトリーノJ・ワースR・イバニェス | 9                        | 中                       | M・カブレラ              | 両                       | C・サバシアJ・ポサダM・テシェイラR・カノA・ロドリゲスD・ジーターJ・デイモンM・カブレラN・スウィッ · シャー松井秀喜 |
| 先発投手                     | 先発投手                     | 先発投手                     | 投球                         | C・リーC・ルイーズR・ハワードC・アトリーP・フェリスJ・ロリンズB・フランシスコS・ビクトリーノJ・ワースR・イバニェス | 先発投手                 | 先発投手                 | 先発投手                 | 投球                     | C・サバシアJ・ポサダM・テシェイラR・カノA・ロドリゲスD・ジーターJ・デイモンM・カブレラN・スウィッ · シャー松井秀喜 |
| C・リー                      | C・リー                      | C・リー                      | 左                           | C・リーC・ルイーズR・ハワードC・アトリーP・フェリスJ・ロリンズB・フランシスコS・ビクトリーノJ・ワースR・イバニェス | C・サバシア              | C・サバシア              | C・サバシア              | 左                       | C・サバシアJ・ポサダM・テシェイラR・カノA・ロドリゲスD・ジーターJ・デイモンM・カブレラN・スウィッ · シャー松井秀喜 |

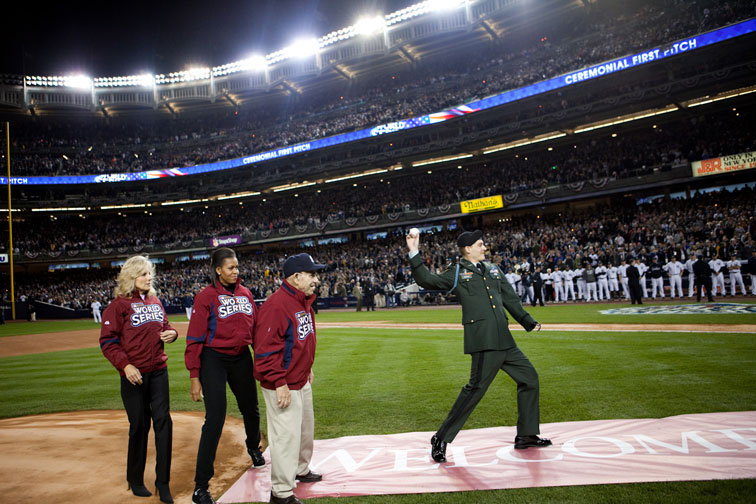
始球式の様子を見守るミシェル・オバマとジル・バイデンとヨギ・ベラ。

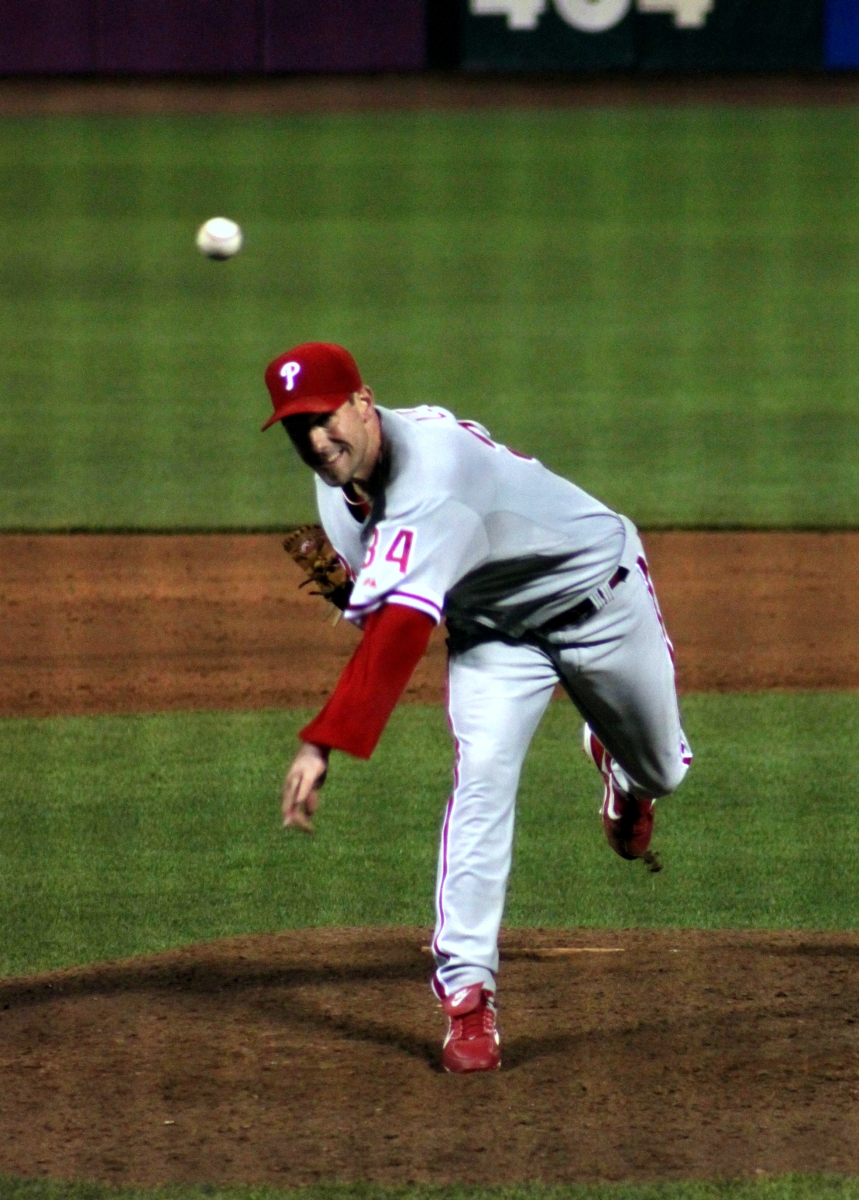
フィリーズ先発のクリフ・リーは2009年シーズン途中にフィリーズへ移籍。ワールドシリーズ初戦で完投勝利を達成。

試合開始前にファーストレディのミシェル・オバマとセカンドレディのジル・バイデンが、ヨギ・ベラをマウンドまでエスコート。そして始球式をイラク戦争で左肩を失い、現在はヤンキー・スタジアムで働くトニー・オディエルノが務めた。フィリーズのライアン・ハワードが初回にワールドシリーズ初安打を記録。3回にチェイス・アトリーのソロ本塁打でフィリーズが先制。フィリーズの先発クリフ・リーは、ヤンキース打線を5回終了時点で無失点・被安打3に抑え、7奪三振を記録。6回にアトリーがソロ本塁打を放ち、2対0とリードを広げた。ワールドシリーズ史上、左打者による左腕からの1試合2本塁打は1928年のワールドシリーズ第4戦のベーブ・ルース以来の快挙となった。先発を務めたCC・サバシアとリーはともにクオリティ・スタートを記録。ヤンキースは8回にサバシアに代わり、フィル・ヒューズが登板。ヒューズは2四球を与え、アウトを取ることができず降板。その後、ダマソ・マルテが打者2人を抑え、デビッド・ロバートソンが登板。しかし、ロバートソンはジェイソン・ワースに四球を与え、後続のラウル・イバニェスに2点タイムリーを放たれた。フィリーズは9回に2点を追加。
フィリーズの先発リーは1失点（0自責点）・10奪三振で完投勝利。リーが達成した主な記録は以下の通りである。
- ポストシーズン、最初の4試合の登板で7回以上・1自責点以下を達成。これを達成したのはクリスティ・マシューソン（1905年 - 1911年）1人しかいない。
- 対ヤンキースのワールドシリーズ初戦で左投げの先発投手が勝ち投手となるのは1963年のサンディー・コーファックス以来。
- 対ヤンキースのワールドシリーズ初戦で自責点0での完投勝利は史上初。
- ワールドシリーズでの2ケタ奪三振・無四球・自責点0は史上初。

### 第2戦 10月29日
- ヤンキー・スタジアム（ニューヨーク州ニューヨーク市ブロンクス区）

|                              | 1 | 2 | 3 | 4 | 5 | 6 | 7 | 8 | 9 | R | H | E |
| ---------------------------- | - | - | - | - | - | - | - | - | - | - | - | - |
| フィラデルフィア・フィリーズ | 0 | 1 | 0 | 0 | 0 | 0 | 0 | 0 | 0 | 1 | 6 | 0 |
| ニューヨーク・ヤンキース     | 0 | 0 | 0 | 1 | 0 | 1 | 1 | 0 | X | 3 | 8 | 0 |

1. 勝利：A.J.バーネット（1勝）
2. セーブ：マリアノ・リベラ（1S）
3. 敗戦：ペドロ・マルティネス（1敗）
4. 本塁打
NYY：マーク・テシェイラ1号ソロ、松井秀喜1号ソロ
5. 審判
［球審］ジェフ・ネルソン
［塁審］一塁: ブライアン・ゴーマン、二塁: マイク・エベリット、三塁: デイナ・デムス
［外審］左翼: ジョー・ウェスト、右翼: ジェリー・デービス
6. 試合開始時刻: 東部夏時間（UTC-4）午後7時59分  試合時間: 3時間25分  観客: 5万181人  気温: 52°F（11.1°C）
詳細: MLB.com Gameday / ESPN.com / Baseball-Reference.com / Fangraphs

| フィラデルフィア・フィリーズ | フィラデルフィア・フィリーズ | フィラデルフィア・フィリーズ | フィラデルフィア・フィリーズ | フィラデルフィア・フィリーズ                                                                                             | ニューヨーク・ヤンキース | ニューヨーク・ヤンキース | ニューヨーク・ヤンキース | ニューヨーク・ヤンキース | ニューヨーク・ヤンキース                                                                                           |
| ---------------------------- | ---------------------------- | ---------------------------- | ---------------------------- | --- | ------------------------ | ------------------------ | ------------------------ | ------------------------ | --- |
| 打順                         | 守備                         | 選手                         | 打席                         | P・マルティネスC・ルイーズR・ハワードC・アトリーP・フェリスJ・ロリンズR・イバニェスS・ビクトリーノJ・ワースM・ステアーズ | 打順                     | 守備                     | 選手                     | 打席                     | A・バーネットJ・モリーナM・テシェイラR・カノA・ロドリゲスD・ジーターJ・デイモンM・カブレラJ・ヘアストンJr.松井秀喜 |
| 1                            | 遊                           | J・ロリンズ                  | 両                           | P・マルティネスC・ルイーズR・ハワードC・アトリーP・フェリスJ・ロリンズR・イバニェスS・ビクトリーノJ・ワースM・ステアーズ | 1                        | 遊                       | D・ジーター              | 右                       | A・バーネットJ・モリーナM・テシェイラR・カノA・ロドリゲスD・ジーターJ・デイモンM・カブレラJ・ヘアストンJr.松井秀喜 |
| 2                            | 中                           | S・ビクトリーノ              | 両                           | P・マルティネスC・ルイーズR・ハワードC・アトリーP・フェリスJ・ロリンズR・イバニェスS・ビクトリーノJ・ワースM・ステアーズ | 2                        | 左                       | J・デイモン              | 左                       | A・バーネットJ・モリーナM・テシェイラR・カノA・ロドリゲスD・ジーターJ・デイモンM・カブレラJ・ヘアストンJr.松井秀喜 |
| 3                            | 二                           | C・アトリー                  | 左                           | P・マルティネスC・ルイーズR・ハワードC・アトリーP・フェリスJ・ロリンズR・イバニェスS・ビクトリーノJ・ワースM・ステアーズ | 3                        | 一                       | M・テシェイラ            | 両                       | A・バーネットJ・モリーナM・テシェイラR・カノA・ロドリゲスD・ジーターJ・デイモンM・カブレラJ・ヘアストンJr.松井秀喜 |
| 4                            | 一                           | R・ハワード                  | 左                           | P・マルティネスC・ルイーズR・ハワードC・アトリーP・フェリスJ・ロリンズR・イバニェスS・ビクトリーノJ・ワースM・ステアーズ | 4                        | 三                       | A・ロドリゲス            | 右                       | A・バーネットJ・モリーナM・テシェイラR・カノA・ロドリゲスD・ジーターJ・デイモンM・カブレラJ・ヘアストンJr.松井秀喜 |
| 5                            | 右                           | J・ワース                    | 右                           | P・マルティネスC・ルイーズR・ハワードC・アトリーP・フェリスJ・ロリンズR・イバニェスS・ビクトリーノJ・ワースM・ステアーズ | 5                        | DH                       | 松井秀喜                 | 左                       | A・バーネットJ・モリーナM・テシェイラR・カノA・ロドリゲスD・ジーターJ・デイモンM・カブレラJ・ヘアストンJr.松井秀喜 |
| 6                            | 左                           | R・イバニェス                | 左                           | P・マルティネスC・ルイーズR・ハワードC・アトリーP・フェリスJ・ロリンズR・イバニェスS・ビクトリーノJ・ワースM・ステアーズ | 6                        | 二                       | R・カノ                  | 左                       | A・バーネットJ・モリーナM・テシェイラR・カノA・ロドリゲスD・ジーターJ・デイモンM・カブレラJ・ヘアストンJr.松井秀喜 |
| 7                            | DH                           | M・ステアーズ                | 左                           | P・マルティネスC・ルイーズR・ハワードC・アトリーP・フェリスJ・ロリンズR・イバニェスS・ビクトリーノJ・ワースM・ステアーズ | 7                        | 右                       | J・ヘアストンJr.         | 右                       | A・バーネットJ・モリーナM・テシェイラR・カノA・ロドリゲスD・ジーターJ・デイモンM・カブレラJ・ヘアストンJr.松井秀喜 |
| 8                            | 三                           | P・フェリス                  | 右                           | P・マルティネスC・ルイーズR・ハワードC・アトリーP・フェリスJ・ロリンズR・イバニェスS・ビクトリーノJ・ワースM・ステアーズ | 8                        | 中                       | M・カブレラ              | 両                       | A・バーネットJ・モリーナM・テシェイラR・カノA・ロドリゲスD・ジーターJ・デイモンM・カブレラJ・ヘアストンJr.松井秀喜 |
| 9                            | 捕                           | C・ルイーズ                  | 右                           | P・マルティネスC・ルイーズR・ハワードC・アトリーP・フェリスJ・ロリンズR・イバニェスS・ビクトリーノJ・ワースM・ステアーズ | 9                        | 捕                       | J・モリーナ              | 右                       | A・バーネットJ・モリーナM・テシェイラR・カノA・ロドリゲスD・ジーターJ・デイモンM・カブレラJ・ヘアストンJr.松井秀喜 |
| 先発投手                     | 先発投手                     | 先発投手                     | 投球                         | P・マルティネスC・ルイーズR・ハワードC・アトリーP・フェリスJ・ロリンズR・イバニェスS・ビクトリーノJ・ワースM・ステアーズ | 先発投手                 | 先発投手                 | 先発投手                 | 投球                     | A・バーネットJ・モリーナM・テシェイラR・カノA・ロドリゲスD・ジーターJ・デイモンM・カブレラJ・ヘアストンJr.松井秀喜 |
| P・マルティネス              | P・マルティネス              | P・マルティネス              | 右                           | P・マルティネスC・ルイーズR・ハワードC・アトリーP・フェリスJ・ロリンズR・イバニェスS・ビクトリーノJ・ワースM・ステアーズ | A・バーネット            | A・バーネット            | A・バーネット            | 右                       | A・バーネットJ・モリーナM・テシェイラR・カノA・ロドリゲスD・ジーターJ・デイモンM・カブレラJ・ヘアストンJr.松井秀喜 |

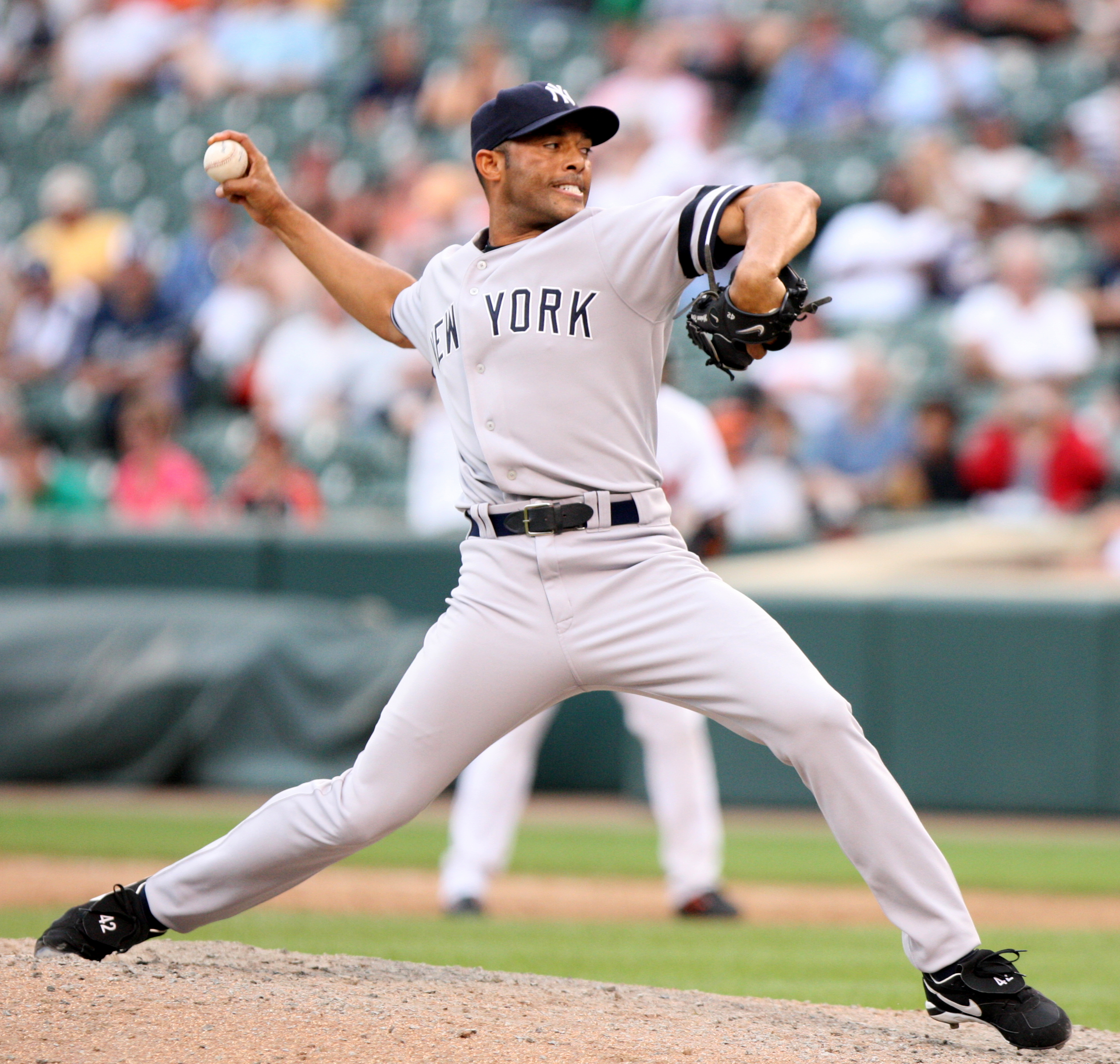
ヤンキースのクローザー、マリアノ・リベラ（2007年）。2イニングを無失点に抑え、セーブを記録。

試合前にジェイ・Zとアリシア・キーズがヤンキー・スタジアムの観衆を前に『エンパイア・ステイト・オブ・マインド』（Empire State of Mind）を歌った。フィリーズの先発ペドロ・マルティネスのポストシーズンでの対ヤンキースの登板はヤンキースとライバル関係にあるレッドソックス在籍時の2004年のアメリカンリーグチャンピオンシップシリーズ以来5年ぶり。フィリーズは2回にマット・ステアーズが先発のA.J.バーネットから安打を放ち、1点を先制。しかし、フィリーズはその後得点を挙げることはなかった。
マーク・テシェイラが4回、松井秀喜が6回にソロ本塁打を放ち逆転。フィリーズ先発のマルティネスは7回にジェリー・ヘアストン・ジュニアとメルキー・カブレラから連続安打を浴び、降板。マルティネスに代わり登板した朴賛浩が、ホルヘ・ポサダに安打を浴び1点を失った。

ヤンキースは8回から先発のバーネットにかわりクローザーのマリアノ・リベラが登板。8回一死でジミー・ロリンズの四球とシェーン・ビクトリーノの安打で得点圏に走者を置いたが、チェイス・アトリーが併殺に倒れ無得点に終わった。リベラは2回を無失点に抑え、ワールドシリーズ通算10セーブ目を記録。

### 第3戦 10月31日
- シチズンズ・バンク・パーク（ペンシルベニア州フィラデルフィア）

|                              | 1 | 2 | 3 | 4 | 5 | 6 | 7 | 8 | 9 | R | H | E |
| ---------------------------- | - | - | - | - | - | - | - | - | - | - | - | - |
| ニューヨーク・ヤンキース     | 0 | 0 | 0 | 2 | 3 | 1 | 1 | 1 | 0 | 8 | 8 | 1 |
| フィラデルフィア・フィリーズ | 0 | 3 | 0 | 0 | 0 | 1 | 0 | 0 | 1 | 5 | 6 | 0 |

1. 勝利：アンディ・ペティット（1勝）
2. 敗戦：コール・ハメルズ（1敗）
3. 本塁打
NYY：アレックス・ロドリゲス1号2ラン、ニック・スウィッシャー1号ソロ、松井秀喜2号ソロ
PHI：ジェイソン・ワース1号ソロ・2号ソロ、カルロス・ルイーズ1号ソロ
4. 審判
［球審］ブライアン・ゴーマン
［塁審］一塁: マイク・エベリット、二塁: デイナ・デムス、三塁: ジョー・ウェスト
［外審］左翼: ジェリー・デービス、右翼: ジェフ・ネルソン
5. 試合開始時刻: 東部夏時間（UTC-4）午後9時17分  試合時間: 3時間25分  観客: 4万6061人  気温: 70°F（21.1°C）
詳細: MLB.com Gameday / ESPN.com / Baseball-Reference.com / Fangraphs

| ニューヨーク・ヤンキース | ニューヨーク・ヤンキース | ニューヨーク・ヤンキース | ニューヨーク・ヤンキース | ニューヨーク・ヤンキース                                                                                             | フィラデルフィア・フィリーズ | フィラデルフィア・フィリーズ | フィラデルフィア・フィリーズ | フィラデルフィア・フィリーズ | フィラデルフィア・フィリーズ                                                                                    |
| ------------------------ | ------------------------ | ------------------------ | ------------------------ | --- | ---------------------------- | ---------------------------- | ---------------------------- | ---------------------------- | --- |
| 打順                     | 守備                     | 選手                     | 打席                     | A・ペティットJ・ポサダM・テシェイラR・カノA・ロドリゲスD・ジーターJ・デイモンM・カブレラN・スウィッ · シャー（なし） | 打順                         | 守備                         | 選手                         | 打席                         | C・ハメルズC・ルイーズR・ハワードC・アトリーP・フェリスJ・ロリンズR・イバニェスS・ビクトリーノJ・ワース（なし） |
| 1                        | 遊                       | D・ジーター              | 右                       | A・ペティットJ・ポサダM・テシェイラR・カノA・ロドリゲスD・ジーターJ・デイモンM・カブレラN・スウィッ · シャー（なし） | 1                            | 遊                           | J・ロリンズ                  | 両                           | C・ハメルズC・ルイーズR・ハワードC・アトリーP・フェリスJ・ロリンズR・イバニェスS・ビクトリーノJ・ワース（なし） |
| 2                        | 左                       | J・デイモン              | 左                       | A・ペティットJ・ポサダM・テシェイラR・カノA・ロドリゲスD・ジーターJ・デイモンM・カブレラN・スウィッ · シャー（なし） | 2                            | 中                           | S・ビクトリーノ              | 両                           | C・ハメルズC・ルイーズR・ハワードC・アトリーP・フェリスJ・ロリンズR・イバニェスS・ビクトリーノJ・ワース（なし） |
| 3                        | 一                       | M・テシェイラ            | 両                       | A・ペティットJ・ポサダM・テシェイラR・カノA・ロドリゲスD・ジーターJ・デイモンM・カブレラN・スウィッ · シャー（なし） | 3                            | 二                           | C・アトリー                  | 左                           | C・ハメルズC・ルイーズR・ハワードC・アトリーP・フェリスJ・ロリンズR・イバニェスS・ビクトリーノJ・ワース（なし） |
| 4                        | 三                       | A・ロドリゲス            | 右                       | A・ペティットJ・ポサダM・テシェイラR・カノA・ロドリゲスD・ジーターJ・デイモンM・カブレラN・スウィッ · シャー（なし） | 4                            | 一                           | R・ハワード                  | 左                           | C・ハメルズC・ルイーズR・ハワードC・アトリーP・フェリスJ・ロリンズR・イバニェスS・ビクトリーノJ・ワース（なし） |
| 5                        | 捕                       | J・ポサダ                | 両                       | A・ペティットJ・ポサダM・テシェイラR・カノA・ロドリゲスD・ジーターJ・デイモンM・カブレラN・スウィッ · シャー（なし） | 5                            | 右                           | J・ワース                    | 右                           | C・ハメルズC・ルイーズR・ハワードC・アトリーP・フェリスJ・ロリンズR・イバニェスS・ビクトリーノJ・ワース（なし） |
| 6                        | 二                       | R・カノ                  | 左                       | A・ペティットJ・ポサダM・テシェイラR・カノA・ロドリゲスD・ジーターJ・デイモンM・カブレラN・スウィッ · シャー（なし） | 6                            | 左                           | R・イバニェス                | 左                           | C・ハメルズC・ルイーズR・ハワードC・アトリーP・フェリスJ・ロリンズR・イバニェスS・ビクトリーノJ・ワース（なし） |
| 7                        | 右                       | N・スウィッシャー        | 両                       | A・ペティットJ・ポサダM・テシェイラR・カノA・ロドリゲスD・ジーターJ・デイモンM・カブレラN・スウィッ · シャー（なし） | 7                            | 三                           | P・フェリス                  | 右                           | C・ハメルズC・ルイーズR・ハワードC・アトリーP・フェリスJ・ロリンズR・イバニェスS・ビクトリーノJ・ワース（なし） |
| 8                        | 中                       | M・カブレラ              | 両                       | A・ペティットJ・ポサダM・テシェイラR・カノA・ロドリゲスD・ジーターJ・デイモンM・カブレラN・スウィッ · シャー（なし） | 8                            | 捕                           | C・ルイーズ                  | 右                           | C・ハメルズC・ルイーズR・ハワードC・アトリーP・フェリスJ・ロリンズR・イバニェスS・ビクトリーノJ・ワース（なし） |
| 9                        | 投                       | A・ペティット            | 左                       | A・ペティットJ・ポサダM・テシェイラR・カノA・ロドリゲスD・ジーターJ・デイモンM・カブレラN・スウィッ · シャー（なし） | 9                            | 投                           | C・ハメルズ                  | 左                           | C・ハメルズC・ルイーズR・ハワードC・アトリーP・フェリスJ・ロリンズR・イバニェスS・ビクトリーノJ・ワース（なし） |
| 先発投手                 | 先発投手                 | 先発投手                 | 投球                     | A・ペティットJ・ポサダM・テシェイラR・カノA・ロドリゲスD・ジーターJ・デイモンM・カブレラN・スウィッ · シャー（なし） | 先発投手                     | 先発投手                     | 先発投手                     | 投球                         | C・ハメルズC・ルイーズR・ハワードC・アトリーP・フェリスJ・ロリンズR・イバニェスS・ビクトリーノJ・ワース（なし） |
| A・ペティット            | A・ペティット            | A・ペティット            | 左                       | A・ペティットJ・ポサダM・テシェイラR・カノA・ロドリゲスD・ジーターJ・デイモンM・カブレラN・スウィッ · シャー（なし） | C・ハメルズ                  | C・ハメルズ                  | C・ハメルズ                  | 左                           | C・ハメルズC・ルイーズR・ハワードC・アトリーP・フェリスJ・ロリンズR・イバニェスS・ビクトリーノJ・ワース（なし） |

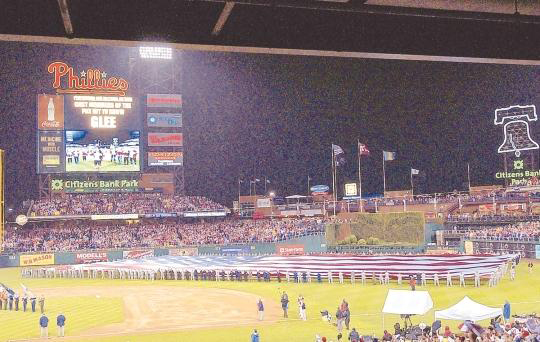
試合前のセレモニーの様子。

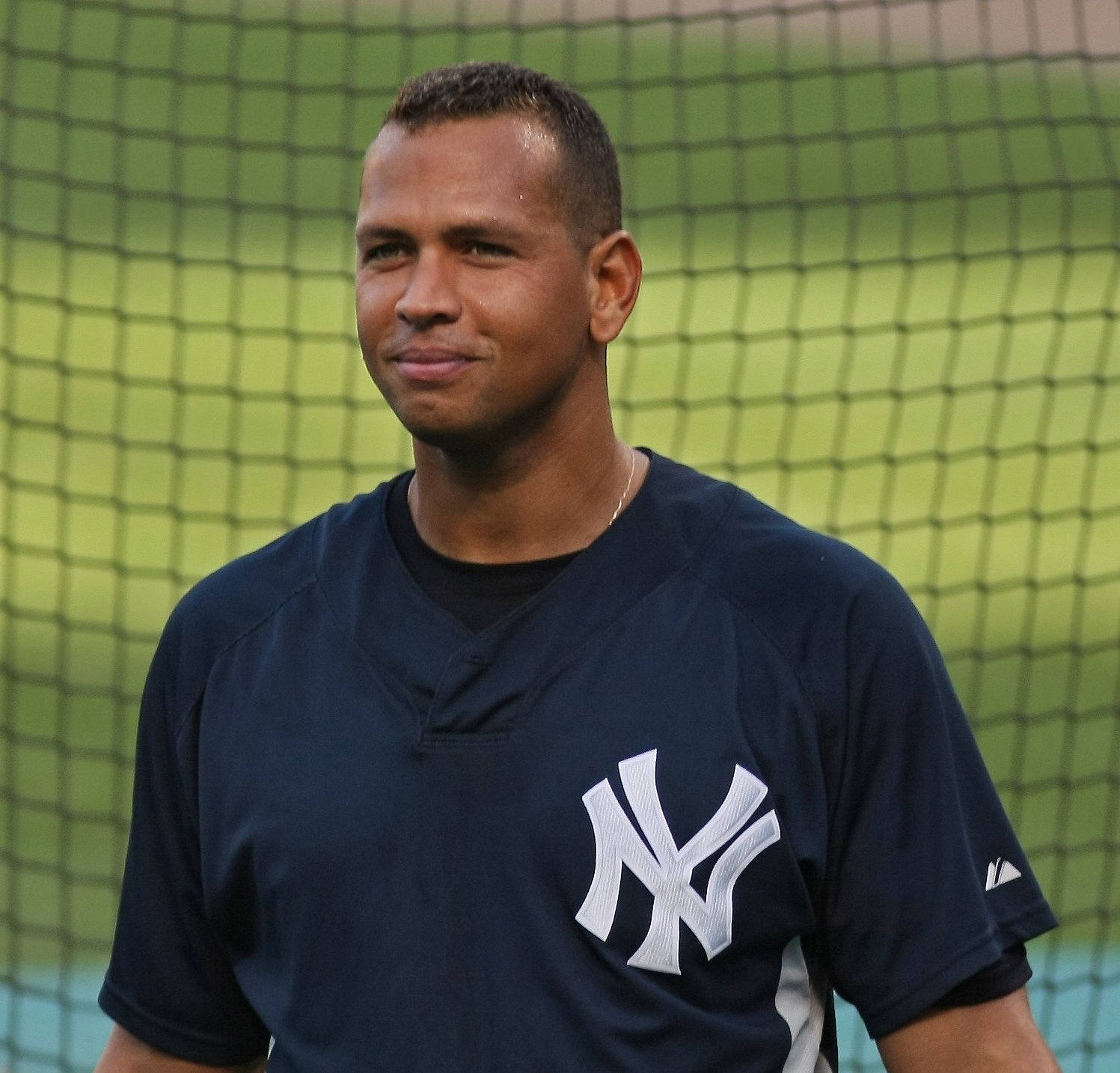
ヤンキースの三塁手、アレックス・ロドリゲス（2008年）は、ワールドシリーズ史上初のビデオ判定による本塁打を記録。

フィラデルフィアに移動し第3戦。フィリーズのホームのために指名打者が使えず、好調の松井はベンチスタート。雨のため試合開始が1時間20分遅れた。試合は2回にジェイソン・ワースのソロ本塁打でフィリーズが先制、この回フィリーズは3対0とリードを広げた。ヤンキースは4回にマーク・テシェイラが四球で出塁し、後続のアレックス・ロドリゲスの本塁打を放ち、ワールドシリーズ初安打を記録。ロドリゲスが放ったライトフェンス上部への打球は、二塁打の判定だったが、ヤンキース側がワールドシリーズ史上初のビデオ判定を求めた結果、本塁打に覆った。
5回に先頭打者のニック・スウィッシャーが四球で出塁し、アンディ・ペティットの安打で3対3で同点に追いつく。ペティットのポストシーズン史上初打点、ワールドシリーズ史上ヤンキースの投手としては1964年のジム・バウトン以来の快挙となった。デレク・ジーターが安打を放ち、ジョニー・デイモンの二塁打で2得点を挙げ、マーク・テシェイラが四球で出塁。フィリーズは先発のコール・ハメルズに代わり、J.A.ハップが登板。ハップはこの回を無安打に抑えたが、6回にニック・スウィッシャーからソロ本塁打を打たれた。

7回にフィリーズはハップに代わり、チャド・ダービンが登板。ジョニー・デイモンに四球、アレックス・ロドリゲスに死球を与え、ホルヘ・ポサダの安打を放たれ、1点を与えた。ヤンキースは7回から先発のアンディ・ペティットに代わり、 ジョバ・チェンバレンが登板。打者3人を無安打に抑えた。8回にチェンバレンの代打の松井秀喜がソロ本塁打を記録。ヤンキースは9回からフィル・ヒューズが登板したが、カルロス・ルイーズからソロ本塁打を打たれ降板。その後、マリアノ・リベラが打者2人を無安打に抑え、8対5でヤンキースの勝利。勝ち投手のペティットはポストシーズン通算17勝、自身の持つポストシーズン通算勝利の記録を更新。

### 第4戦 11月1日
- シチズンズ・バンク・パーク（ペンシルベニア州フィラデルフィア）

|                              | 1 | 2 | 3 | 4 | 5 | 6 | 7 | 8 | 9 | R | H | E |
| ---------------------------- | - | - | - | - | - | - | - | - | - | - | - | - |
| ニューヨーク・ヤンキース     | 2 | 0 | 0 | 0 | 2 | 0 | 0 | 0 | 3 | 7 | 9 | 1 |
| フィラデルフィア・フィリーズ | 1 | 0 | 0 | 1 | 0 | 0 | 1 | 1 | 0 | 4 | 8 | 1 |

1. 勝利：ジョバ・チェンバレン（1勝）
2. セーブ：マリアノ・リベラ（2S）
3. 敗戦：ブラッド・リッジ（1敗）
4. 本塁打
PHI：チェイス・アトリー3号ソロ、ペドロ・フェリス1号ソロ
5. 審判
［球審］マイク・エベリット
［塁審］一塁: デイナ・デムス、二塁: ジョー・ウェスト、三塁: ジェリー・デービス
［外審］左翼: ジェフ・ネルソン、右翼: ブライアン・ゴーマン
6. 試合開始時刻: 東部標準時（UTC-5）午後8時23分  試合時間: 3時間25分  観客: 4万6145人  気温: 49°F（9.4°C）
詳細: MLB.com Gameday / ESPN.com / Baseball-Reference.com / Fangraphs

| ニューヨーク・ヤンキース | ニューヨーク・ヤンキース | ニューヨーク・ヤンキース | ニューヨーク・ヤンキース | ニューヨーク・ヤンキース                                                                                           | フィラデルフィア・フィリーズ | フィラデルフィア・フィリーズ | フィラデルフィア・フィリーズ | フィラデルフィア・フィリーズ | フィラデルフィア・フィリーズ                                                                                      |
| ------------------------ | ------------------------ | ------------------------ | ------------------------ | --- | ---------------------------- | ---------------------------- | ---------------------------- | ---------------------------- | --- |
| 打順                     | 守備                     | 選手                     | 打席                     | C・サバシアJ・ポサダM・テシェイラR・カノA・ロドリゲスD・ジーターJ・デイモンM・カブレラN・スウィッ · シャー（なし） | 打順                         | 守備                         | 選手                         | 打席                         | J・ブラントンC・ルイーズR・ハワードC・アトリーP・フェリスJ・ロリンズR・イバニェスS・ビクトリーノJ・ワース（なし） |
| 1                        | 遊                       | D・ジーター              | 右                       | C・サバシアJ・ポサダM・テシェイラR・カノA・ロドリゲスD・ジーターJ・デイモンM・カブレラN・スウィッ · シャー（なし） | 1                            | 遊                           | J・ロリンズ                  | 両                           | J・ブラントンC・ルイーズR・ハワードC・アトリーP・フェリスJ・ロリンズR・イバニェスS・ビクトリーノJ・ワース（なし） |
| 2                        | 左                       | J・デイモン              | 左                       | C・サバシアJ・ポサダM・テシェイラR・カノA・ロドリゲスD・ジーターJ・デイモンM・カブレラN・スウィッ · シャー（なし） | 2                            | 中                           | S・ビクトリーノ              | 両                           | J・ブラントンC・ルイーズR・ハワードC・アトリーP・フェリスJ・ロリンズR・イバニェスS・ビクトリーノJ・ワース（なし） |
| 3                        | 一                       | M・テシェイラ            | 両                       | C・サバシアJ・ポサダM・テシェイラR・カノA・ロドリゲスD・ジーターJ・デイモンM・カブレラN・スウィッ · シャー（なし） | 3                            | 二                           | C・アトリー                  | 左                           | J・ブラントンC・ルイーズR・ハワードC・アトリーP・フェリスJ・ロリンズR・イバニェスS・ビクトリーノJ・ワース（なし） |
| 4                        | 三                       | A・ロドリゲス            | 右                       | C・サバシアJ・ポサダM・テシェイラR・カノA・ロドリゲスD・ジーターJ・デイモンM・カブレラN・スウィッ · シャー（なし） | 4                            | 一                           | R・ハワード                  | 左                           | J・ブラントンC・ルイーズR・ハワードC・アトリーP・フェリスJ・ロリンズR・イバニェスS・ビクトリーノJ・ワース（なし） |
| 5                        | 捕                       | J・ポサダ                | 両                       | C・サバシアJ・ポサダM・テシェイラR・カノA・ロドリゲスD・ジーターJ・デイモンM・カブレラN・スウィッ · シャー（なし） | 5                            | 右                           | J・ワース                    | 右                           | J・ブラントンC・ルイーズR・ハワードC・アトリーP・フェリスJ・ロリンズR・イバニェスS・ビクトリーノJ・ワース（なし） |
| 6                        | 二                       | R・カノ                  | 左                       | C・サバシアJ・ポサダM・テシェイラR・カノA・ロドリゲスD・ジーターJ・デイモンM・カブレラN・スウィッ · シャー（なし） | 6                            | 左                           | R・イバニェス                | 左                           | J・ブラントンC・ルイーズR・ハワードC・アトリーP・フェリスJ・ロリンズR・イバニェスS・ビクトリーノJ・ワース（なし） |
| 7                        | 右                       | N・スウィッシャー        | 両                       | C・サバシアJ・ポサダM・テシェイラR・カノA・ロドリゲスD・ジーターJ・デイモンM・カブレラN・スウィッ · シャー（なし） | 7                            | 三                           | P・フェリス                  | 右                           | J・ブラントンC・ルイーズR・ハワードC・アトリーP・フェリスJ・ロリンズR・イバニェスS・ビクトリーノJ・ワース（なし） |
| 8                        | 中                       | M・カブレラ              | 両                       | C・サバシアJ・ポサダM・テシェイラR・カノA・ロドリゲスD・ジーターJ・デイモンM・カブレラN・スウィッ · シャー（なし） | 8                            | 捕                           | C・ルイーズ                  | 右                           | J・ブラントンC・ルイーズR・ハワードC・アトリーP・フェリスJ・ロリンズR・イバニェスS・ビクトリーノJ・ワース（なし） |
| 9                        | 投                       | C・サバシア              | 左                       | C・サバシアJ・ポサダM・テシェイラR・カノA・ロドリゲスD・ジーターJ・デイモンM・カブレラN・スウィッ · シャー（なし） | 9                            | 投                           | J・ブラントン                | 右                           | J・ブラントンC・ルイーズR・ハワードC・アトリーP・フェリスJ・ロリンズR・イバニェスS・ビクトリーノJ・ワース（なし） |
| 先発投手                 | 先発投手                 | 先発投手                 | 投球                     | C・サバシアJ・ポサダM・テシェイラR・カノA・ロドリゲスD・ジーターJ・デイモンM・カブレラN・スウィッ · シャー（なし） | 先発投手                     | 先発投手                     | 先発投手                     | 投球                         | J・ブラントンC・ルイーズR・ハワードC・アトリーP・フェリスJ・ロリンズR・イバニェスS・ビクトリーノJ・ワース（なし） |
| C・サバシア              | C・サバシア              | C・サバシア              | 左                       | C・サバシアJ・ポサダM・テシェイラR・カノA・ロドリゲスD・ジーターJ・デイモンM・カブレラN・スウィッ · シャー（なし） | J・ブラントン                | J・ブラントン                | J・ブラントン                | 右                           | J・ブラントンC・ルイーズR・ハワードC・アトリーP・フェリスJ・ロリンズR・イバニェスS・ビクトリーノJ・ワース（なし） |

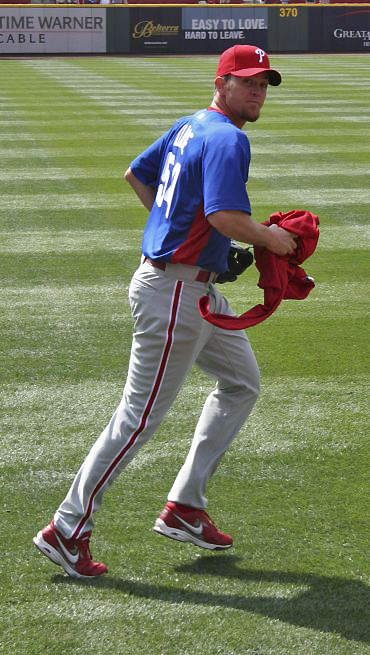
フィリーズのクローザー、フラッド・リッジ（2008年）は、9回にリリーフ登板したが、3失点で負け投手に。

試合開始前にデレク・ジーターとアルバート・プホルスがハンク・アーロン賞に選出された。ヤンキースはCC・サバシア、A.J.バーネット、アンディ・ペティットの3投手でワールドシリーズのローテーションを組み、第4戦は初戦の先発を務めたサバシアが先発。初回先頭打者のジーターは安打を放ち、ジョニー・デイモンの二塁打で3塁へ進めた後、マーク・テシェイラがゴロでアウトになる間に得点を挙げた。後続のアレックス・ロドリゲスはワールドシリーズ史上マックス・キャリー（1925年）に次いで2人目の1シリーズ3死球を記録し、両チームに警告が出される騒動となった。ホルヘ・ポサダの犠牲フライで2点目を挙げた。フィリーズはこの裏の攻撃でシェーン・ビクトリーノとチェイス・アトリーの二塁打で1点を挙げた。4回には先頭打者のライアン・ハワードが安打を放ち、二塁へ盗塁させ、ペドロ・フェリスの安打で得点を記録。しかし、ビデオ判定でハワードはベースにタッチしていない。
ヤンキースは5回の先頭打者のニック・スウィッシャーは四球、後続のメルキー・カブレラは安打で出塁。スウィッシャーはデレク・ジーターの安打で得点を記録し、カブレラはデイモンの安打で得点を記録。6回裏、ブレット・ガードナーが左ハムストリングを痛めたカブレラに代わり中堅の守備に就いた。フィリーズは7回から先発のジョー・ブラントンに代わり、朴賛浩が登板。ヤンキース先発のサバシアは7回二死にアトリーから本塁打を浴び、4対3と勝ち投手の権利を得たまま降板。しかし、8回から登板したジョバ・チェンバレンはペドロ・フェリスに本塁打を喫し、4対4で同点に。

9回は両チームともクローザーのマリアノ・リベラとブラッド・リッジが登板。リッジは二死の場面でデイモンに安打を許し、デイモンは二盗、三盗を成功。テシェイラは死球で出塁、ロドリゲスとポサダの安打で3点を喫した。リベラは1イニングを無安打に抑え、シリーズ2セーブ目を記録。

### 第5戦 11月2日
- シチズンズ・バンク・パーク（ペンシルベニア州フィラデルフィア）

|                              | 1 | 2 | 3 | 4 | 5 | 6 | 7 | 8 | 9 | R | H  | E |
| ---------------------------- | - | - | - | - | - | - | - | - | - | - | -- | - |
| ニューヨーク・ヤンキース     | 1 | 0 | 0 | 0 | 1 | 0 | 0 | 3 | 1 | 6 | 10 | 0 |
| フィラデルフィア・フィリーズ | 3 | 0 | 3 | 0 | 0 | 0 | 2 | 0 | X | 8 | 9  | 0 |

1. 勝利：クリフ・リー（2勝）
2. セーブ：ライアン・マドソン（1S）
3. 敗戦：A.J.バーネット（1勝1敗）
4. 本塁打
PHI：チェイス・アトリー4号3ラン・5号ソロ、ラウル・イバニェス1号ソロ
5. 審判
［球審］デイナ・デムス
［塁審］一塁: ジョー・ウェスト、二塁: ジェリー・デービス、三塁: ジェフ・ネルソン
［外審］左翼: ブライアン・ゴーマン、右翼: マイク・エベリット
6. 試合開始時刻: 東部標準時（UTC-5）午後8時00分  試合時間: 3時間26分  観客: 4万6178人  気温: 50°F（10°C）
詳細: MLB.com Gameday / ESPN.com / Baseball-Reference.com / Fangraphs

| ニューヨーク・ヤンキース | ニューヨーク・ヤンキース | ニューヨーク・ヤンキース | ニューヨーク・ヤンキース | ニューヨーク・ヤンキース                                                                                                 | フィラデルフィア・フィリーズ | フィラデルフィア・フィリーズ | フィラデルフィア・フィリーズ | フィラデルフィア・フィリーズ | フィラデルフィア・フィリーズ                                                                                |
| ------------------------ | ------------------------ | ------------------------ | ------------------------ | --- | ---------------------------- | ---------------------------- | ---------------------------- | ---------------------------- | --- |
| 打順                     | 守備                     | 選手                     | 打席                     | A・バーネットJ・モリーナM・テシェイラR・カノA・ロドリゲスD・ジーターJ・デイモンB・ガードナーN・スウィッ · シャー（なし） | 打順                         | 守備                         | 選手                         | 打席                         | C・リーC・ルイーズR・ハワードC・アトリーP・フェリスJ・ロリンズR・イバニェスS・ビクトリーノJ・ワース（なし） |
| 1                        | 遊                       | D・ジーター              | 右                       | A・バーネットJ・モリーナM・テシェイラR・カノA・ロドリゲスD・ジーターJ・デイモンB・ガードナーN・スウィッ · シャー（なし） | 1                            | 遊                           | J・ロリンズ                  | 両                           | C・リーC・ルイーズR・ハワードC・アトリーP・フェリスJ・ロリンズR・イバニェスS・ビクトリーノJ・ワース（なし） |
| 2                        | 左                       | J・デイモン              | 左                       | A・バーネットJ・モリーナM・テシェイラR・カノA・ロドリゲスD・ジーターJ・デイモンB・ガードナーN・スウィッ · シャー（なし） | 2                            | 中                           | S・ビクトリーノ              | 両                           | C・リーC・ルイーズR・ハワードC・アトリーP・フェリスJ・ロリンズR・イバニェスS・ビクトリーノJ・ワース（なし） |
| 3                        | 一                       | M・テシェイラ            | 両                       | A・バーネットJ・モリーナM・テシェイラR・カノA・ロドリゲスD・ジーターJ・デイモンB・ガードナーN・スウィッ · シャー（なし） | 3                            | 二                           | C・アトリー                  | 左                           | C・リーC・ルイーズR・ハワードC・アトリーP・フェリスJ・ロリンズR・イバニェスS・ビクトリーノJ・ワース（なし） |
| 4                        | 三                       | A・ロドリゲス            | 右                       | A・バーネットJ・モリーナM・テシェイラR・カノA・ロドリゲスD・ジーターJ・デイモンB・ガードナーN・スウィッ · シャー（なし） | 4                            | 一                           | R・ハワード                  | 左                           | C・リーC・ルイーズR・ハワードC・アトリーP・フェリスJ・ロリンズR・イバニェスS・ビクトリーノJ・ワース（なし） |
| 5                        | 右                       | N・スウィッシャー        | 両                       | A・バーネットJ・モリーナM・テシェイラR・カノA・ロドリゲスD・ジーターJ・デイモンB・ガードナーN・スウィッ · シャー（なし） | 5                            | 右                           | J・ワース                    | 右                           | C・リーC・ルイーズR・ハワードC・アトリーP・フェリスJ・ロリンズR・イバニェスS・ビクトリーノJ・ワース（なし） |
| 6                        | 二                       | R・カノ                  | 左                       | A・バーネットJ・モリーナM・テシェイラR・カノA・ロドリゲスD・ジーターJ・デイモンB・ガードナーN・スウィッ · シャー（なし） | 6                            | 左                           | R・イバニェス                | 左                           | C・リーC・ルイーズR・ハワードC・アトリーP・フェリスJ・ロリンズR・イバニェスS・ビクトリーノJ・ワース（なし） |
| 7                        | 中                       | B・ガードナー            | 左                       | A・バーネットJ・モリーナM・テシェイラR・カノA・ロドリゲスD・ジーターJ・デイモンB・ガードナーN・スウィッ · シャー（なし） | 7                            | 三                           | P・フェリス                  | 右                           | C・リーC・ルイーズR・ハワードC・アトリーP・フェリスJ・ロリンズR・イバニェスS・ビクトリーノJ・ワース（なし） |
| 8                        | 捕                       | J・モリーナ              | 右                       | A・バーネットJ・モリーナM・テシェイラR・カノA・ロドリゲスD・ジーターJ・デイモンB・ガードナーN・スウィッ · シャー（なし） | 8                            | 捕                           | C・ルイーズ                  | 右                           | C・リーC・ルイーズR・ハワードC・アトリーP・フェリスJ・ロリンズR・イバニェスS・ビクトリーノJ・ワース（なし） |
| 9                        | 投                       | A・バーネット            | 右                       | A・バーネットJ・モリーナM・テシェイラR・カノA・ロドリゲスD・ジーターJ・デイモンB・ガードナーN・スウィッ · シャー（なし） | 9                            | 投                           | C・リー                      | 左                           | C・リーC・ルイーズR・ハワードC・アトリーP・フェリスJ・ロリンズR・イバニェスS・ビクトリーノJ・ワース（なし） |
| 先発投手                 | 先発投手                 | 先発投手                 | 投球                     | A・バーネットJ・モリーナM・テシェイラR・カノA・ロドリゲスD・ジーターJ・デイモンB・ガードナーN・スウィッ · シャー（なし） | 先発投手                     | 先発投手                     | 先発投手                     | 投球                         | C・リーC・ルイーズR・ハワードC・アトリーP・フェリスJ・ロリンズR・イバニェスS・ビクトリーノJ・ワース（なし） |
| A・バーネット            | A・バーネット            | A・バーネット            | 右                       | A・バーネットJ・モリーナM・テシェイラR・カノA・ロドリゲスD・ジーターJ・デイモンB・ガードナーN・スウィッ · シャー（なし） | C・リー                      | C・リー                      | C・リー                      | 左                           | C・リーC・ルイーズR・ハワードC・アトリーP・フェリスJ・ロリンズR・イバニェスS・ビクトリーノJ・ワース（なし） |

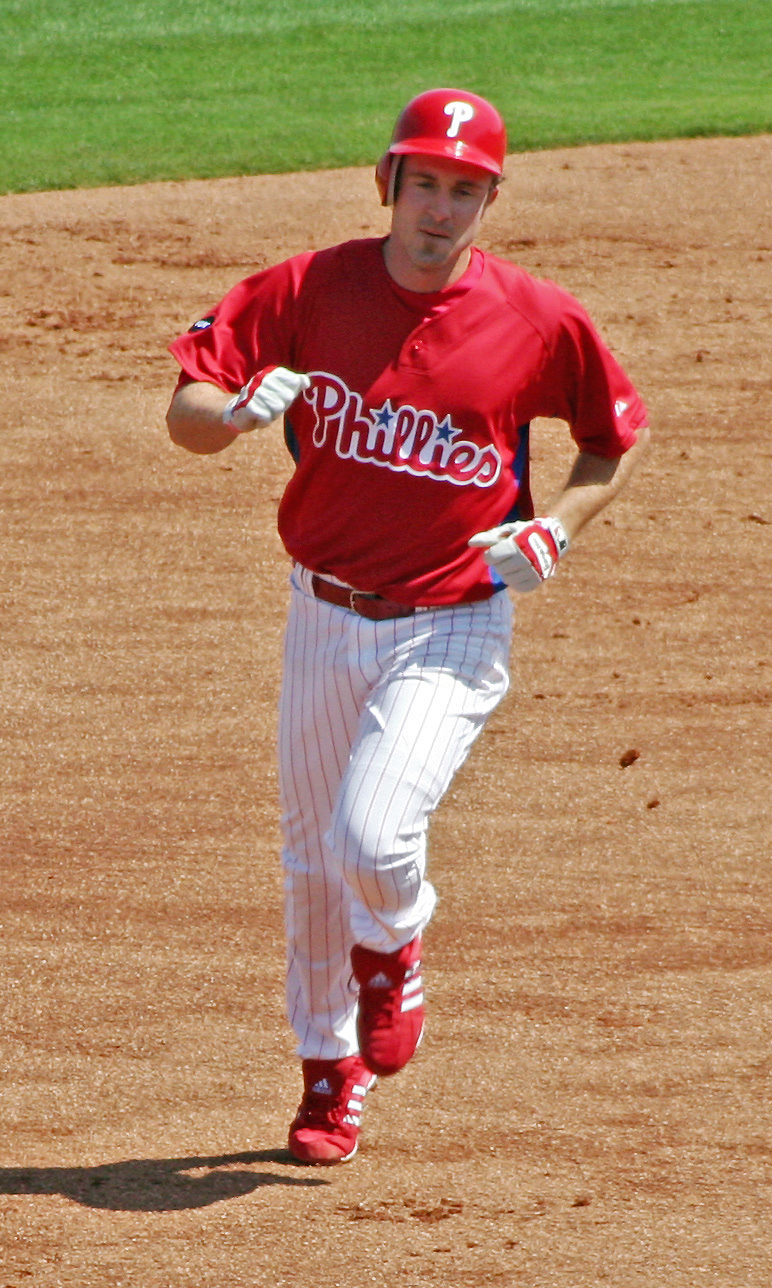
フィリーズの二塁手、チェイス・アトリー（2007年）は、ワールドシリーズ最多本塁打タイ記録となる5本塁打を記録。

ヤンキースは前日に故障したメルキー・カブレラに代わり、ラミロ・ペーニャをロースターに入れ、ブレット・ガードナーを中堅手として起用。ヤンキースは初回にアレックス・ロドリゲスの二塁打で1点を挙げた。その裏にフィリーズはジミー・ロリンズが安打、シェーン・ビクトリーノが死球で出塁し、チェイス・アトリーの本塁打で3点を入れ逆転。ヤンキース先発のA.J.バーネットは3回に4人連続で出塁を許し、1つもアウトを取れずに降板し、デビッド・ロバートソンが登板。
ロバートソンは5回に代打エリック・ヒンスキーを送られ降板。2イニングを無失点に抑えた。 ヒンスキーは四球で出塁し、デレク・ジーターは安打を放ち、ジョニー・デイモンが一塁ゴロでアウトになる間に1点を入れた。アルフレド・アセベスはフィリーズを5回から2イニング無失点に抑えたが、7回から登板したフィル・コークはチェイス・アトリーとラウル・イバニェスに本塁打を浴び、アトリーはレジー・ジャクソンが1977年に記録したワールドシリーズ5本塁打に並んだ。コークは2/3イニングで降板し、フィル・ヒューズが登板。

フィリーズ先発のクリフ・リーは8回先頭打者のデイモンから3人連続で安打を浴び、降板。リーに変わり登板した朴賛浩は無安打に抑えたが、ロビンソン・カノに犠牲フライを打たれ、リーに失点がついた。9回からはライアン・マドソンが登板。ホルヘ・ポサダと松井秀喜にヒットを浴び、デレク・ジーターの併殺打の間に1失点を喫した。その後、デイモンに安打を浴びたが、マーク・テシェイラを三振に抑え、8対6でフィリーズの勝利となった。

### 第6戦 11月4日
- ヤンキー・スタジアム（ニューヨーク州ニューヨーク市ブロンクス区）

|                              | 1 | 2 | 3 | 4 | 5 | 6 | 7 | 8 | 9 | R | H | E |
| ---------------------------- | - | - | - | - | - | - | - | - | - | - | - | - |
| フィラデルフィア・フィリーズ | 0 | 0 | 1 | 0 | 0 | 2 | 0 | 0 | 0 | 3 | 6 | 0 |
| ニューヨーク・ヤンキース     | 0 | 2 | 2 | 0 | 3 | 0 | 0 | 0 | X | 7 | 8 | 0 |

1. 勝利：アンディ・ペティット（2勝）
2. 敗戦：ペドロ・マルティネス（2敗）
3. 本塁打
PHI：ライアン・ハワード1号2ラン
NYY：松井秀喜3号2ラン
4. 審判
［球審］ジョー・ウェスト
［塁審］一塁: ジェリー・デービス、二塁: ジェフ・ネルソン、三塁: ブライアン・ゴーマン
［外審］左翼: マイク・エベリット、右翼: デイナ・デムス
5. 試合開始時刻: 東部標準時（UTC-5）午後7時58分  試合時間: 3時間52分  観客: 5万315人  気温: 47°F（8.3°C）
詳細: MLB.com Gameday / ESPN.com / Baseball-Reference.com / Fangraphs

| フィラデルフィア・フィリーズ | フィラデルフィア・フィリーズ | フィラデルフィア・フィリーズ | フィラデルフィア・フィリーズ | フィラデルフィア・フィリーズ                                                                                               | ニューヨーク・ヤンキース | ニューヨーク・ヤンキース | ニューヨーク・ヤンキース | ニューヨーク・ヤンキース | ニューヨーク・ヤンキース                                                                                               |
| ---------------------------- | ---------------------------- | ---------------------------- | ---------------------------- | --- | ------------------------ | ------------------------ | ------------------------ | ------------------------ | --- |
| 打順                         | 守備                         | 選手                         | 打席                         | P・マルティネスC・ルイーズR・ハワードC・アトリーP・フェリスJ・ロリンズB・フランシスコS・ビクトリーノJ・ワースR・イバニェス | 打順                     | 守備                     | 選手                     | 打席                     | A・ペティットJ・ポサダM・テシェイラR・カノA・ロドリゲスD・ジーターJ・デイモンB・ガードナーN・スウィッ · シャー松井秀喜 |
| 1                            | 遊                           | J・ロリンズ                  | 両                           | P・マルティネスC・ルイーズR・ハワードC・アトリーP・フェリスJ・ロリンズB・フランシスコS・ビクトリーノJ・ワースR・イバニェス | 1                        | 遊                       | D・ジーター              | 右                       | A・ペティットJ・ポサダM・テシェイラR・カノA・ロドリゲスD・ジーターJ・デイモンB・ガードナーN・スウィッ · シャー松井秀喜 |
| 2                            | 中                           | S・ビクトリーノ              | 両                           | P・マルティネスC・ルイーズR・ハワードC・アトリーP・フェリスJ・ロリンズB・フランシスコS・ビクトリーノJ・ワースR・イバニェス | 2                        | 左                       | J・デイモン              | 左                       | A・ペティットJ・ポサダM・テシェイラR・カノA・ロドリゲスD・ジーターJ・デイモンB・ガードナーN・スウィッ · シャー松井秀喜 |
| 3                            | 二                           | C・アトリー                  | 左                           | P・マルティネスC・ルイーズR・ハワードC・アトリーP・フェリスJ・ロリンズB・フランシスコS・ビクトリーノJ・ワースR・イバニェス | 3                        | 一                       | M・テシェイラ            | 両                       | A・ペティットJ・ポサダM・テシェイラR・カノA・ロドリゲスD・ジーターJ・デイモンB・ガードナーN・スウィッ · シャー松井秀喜 |
| 4                            | 一                           | R・ハワード                  | 左                           | P・マルティネスC・ルイーズR・ハワードC・アトリーP・フェリスJ・ロリンズB・フランシスコS・ビクトリーノJ・ワースR・イバニェス | 4                        | 三                       | A・ロドリゲス            | 右                       | A・ペティットJ・ポサダM・テシェイラR・カノA・ロドリゲスD・ジーターJ・デイモンB・ガードナーN・スウィッ · シャー松井秀喜 |
| 5                            | 右                           | J・ワース                    | 右                           | P・マルティネスC・ルイーズR・ハワードC・アトリーP・フェリスJ・ロリンズB・フランシスコS・ビクトリーノJ・ワースR・イバニェス | 5                        | DH                       | 松井秀喜                 | 左                       | A・ペティットJ・ポサダM・テシェイラR・カノA・ロドリゲスD・ジーターJ・デイモンB・ガードナーN・スウィッ · シャー松井秀喜 |
| 6                            | DH                           | R・イバニェス                | 左                           | P・マルティネスC・ルイーズR・ハワードC・アトリーP・フェリスJ・ロリンズB・フランシスコS・ビクトリーノJ・ワースR・イバニェス | 6                        | 捕                       | J・ポサダ                | 両                       | A・ペティットJ・ポサダM・テシェイラR・カノA・ロドリゲスD・ジーターJ・デイモンB・ガードナーN・スウィッ · シャー松井秀喜 |
| 7                            | 三                           | P・フェリス                  | 右                           | P・マルティネスC・ルイーズR・ハワードC・アトリーP・フェリスJ・ロリンズB・フランシスコS・ビクトリーノJ・ワースR・イバニェス | 7                        | 二                       | R・カノ                  | 左                       | A・ペティットJ・ポサダM・テシェイラR・カノA・ロドリゲスD・ジーターJ・デイモンB・ガードナーN・スウィッ · シャー松井秀喜 |
| 8                            | 左                           | B・フランシスコ              | 右                           | P・マルティネスC・ルイーズR・ハワードC・アトリーP・フェリスJ・ロリンズB・フランシスコS・ビクトリーノJ・ワースR・イバニェス | 8                        | 右                       | N・スウィッシャー        | 両                       | A・ペティットJ・ポサダM・テシェイラR・カノA・ロドリゲスD・ジーターJ・デイモンB・ガードナーN・スウィッ · シャー松井秀喜 |
| 9                            | 捕                           | C・ルイーズ                  | 右                           | P・マルティネスC・ルイーズR・ハワードC・アトリーP・フェリスJ・ロリンズB・フランシスコS・ビクトリーノJ・ワースR・イバニェス | 9                        | 中                       | B・ガードナー            | 左                       | A・ペティットJ・ポサダM・テシェイラR・カノA・ロドリゲスD・ジーターJ・デイモンB・ガードナーN・スウィッ · シャー松井秀喜 |
| 先発投手                     | 先発投手                     | 先発投手                     | 投球                         | P・マルティネスC・ルイーズR・ハワードC・アトリーP・フェリスJ・ロリンズB・フランシスコS・ビクトリーノJ・ワースR・イバニェス | 先発投手                 | 先発投手                 | 先発投手                 | 投球                     | A・ペティットJ・ポサダM・テシェイラR・カノA・ロドリゲスD・ジーターJ・デイモンB・ガードナーN・スウィッ · シャー松井秀喜 |
| P・マルティネス              | P・マルティネス              | P・マルティネス              | 右                           | P・マルティネスC・ルイーズR・ハワードC・アトリーP・フェリスJ・ロリンズB・フランシスコS・ビクトリーノJ・ワースR・イバニェス | A・ペティット            | A・ペティット            | A・ペティット            | 左                       | A・ペティットJ・ポサダM・テシェイラR・カノA・ロドリゲスD・ジーターJ・デイモンB・ガードナーN・スウィッ · シャー松井秀喜 |

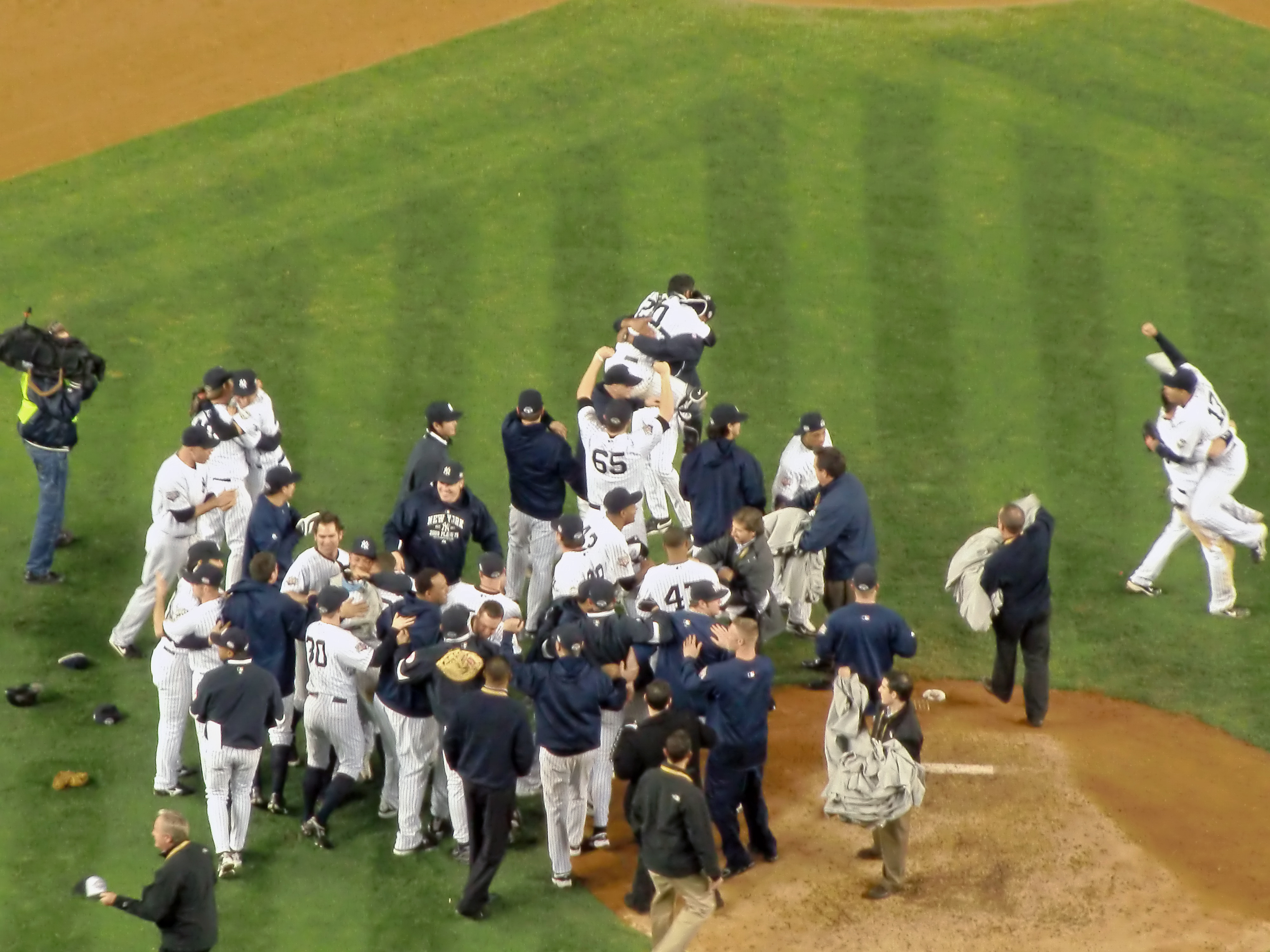
27回目のワールドチャンピオンを祝うヤンキースの選手たち

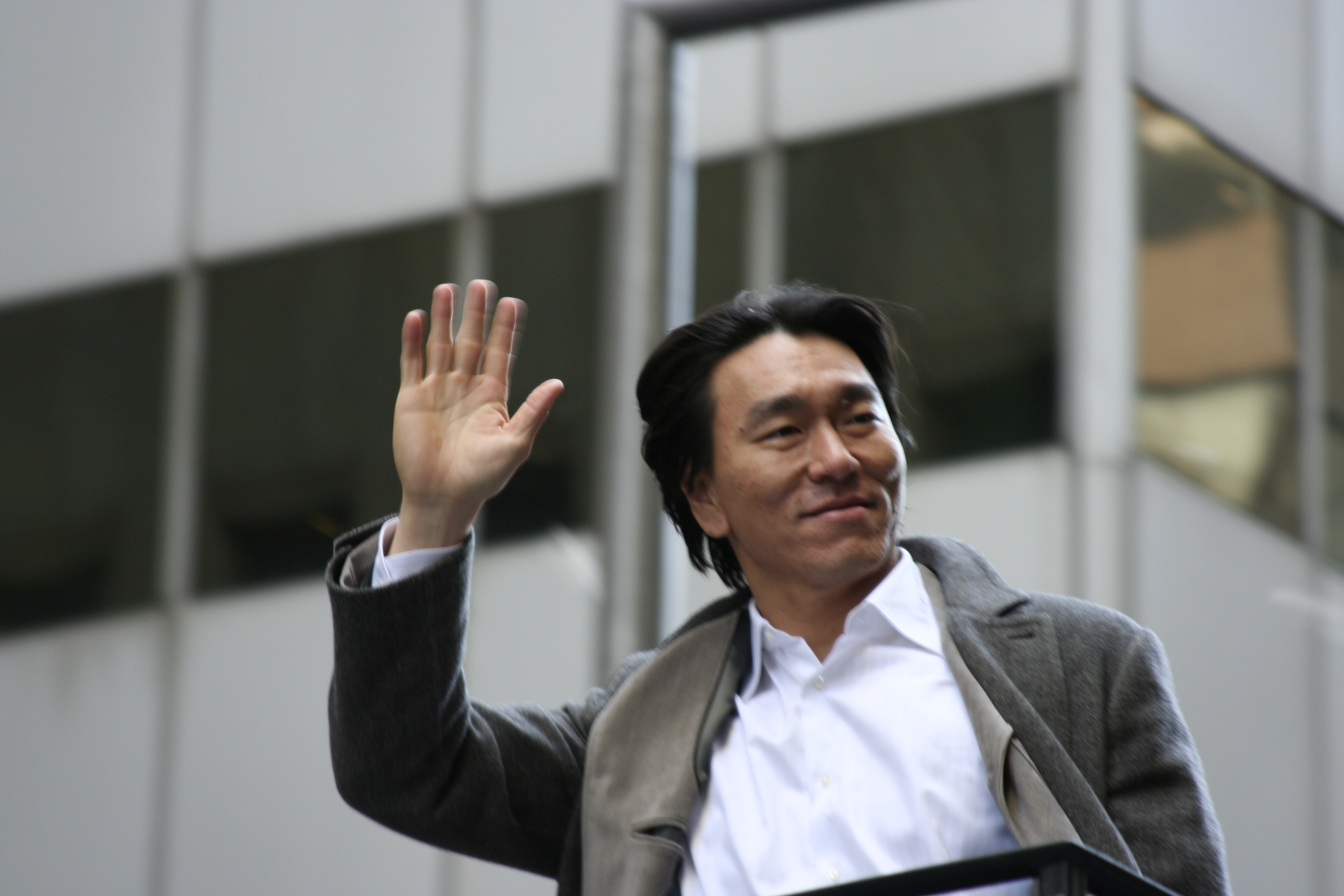
優勝パレードの松井秀喜。松井は、第6戦でシリーズ記録タイ記録となる1試合6打点を記録し、ワールドシリーズMVPに選出された。

ニューヨークに戻り第6戦。ホームを再度変更する第6戦まで行われたのは2003年のワールドシリーズ以来6年ぶり。フィラデルフィアでは代打要員だった松井が5番指名打者でスタメン復帰。ヤンキースは2回に先頭打者のアレックス・ロドリゲスが四球で出塁し、後続の松井秀喜の2ラン本塁打で先制。フィリーズは3回にカルロス・ルイーズの三塁打とジミー・ロリンズの犠牲フライで1点を入れた。ヤンキースはその裏の攻撃で松井の安打で2点を追加。フィリーズ先発のペドロ・マルティネスは4回終了後降板、5回からはチャド・ダービンが登板。しかし、ダービンはデレク・ジーターに二塁打、マーク・テシェイラに安打、ロドリゲスに四球を与え、降板。ダービンに代わり登板したJ.A.ハップは松井に2点タイムリーヒットを浴びた。松井は1960年のボビー・リチャードソンのシリーズ記録に並ぶ1試合6打点を挙げた。
フィリーズは、6回にチェイス・アトリーが四球で出塁し、ライアン・ハワードの本塁打で2点を入れた。ヤンキース先発のアンディ・ペティットはラウル・イバニェスに二塁打を打たれ、6回二死で降板。ジョバ・チェンバレンがリリーフ登板。両チームとも7回以降無失点のまま9回を迎えた。ハワードは、8回にダマソ・マルテから今回のワールドシリーズで13三振目を喫し、ウィリー・ウィルソンの12三振のワースト記録を29年ぶりに更新した。

ヤンキースは9回からクローザーのマリアノ・リベラが登板。ルイーズに四球を許したものの無安打に抑え、7対3でヤンキースが勝利。地元ニューヨークで9年ぶり27度目のワールドチャンピオンとなった。

## 放送

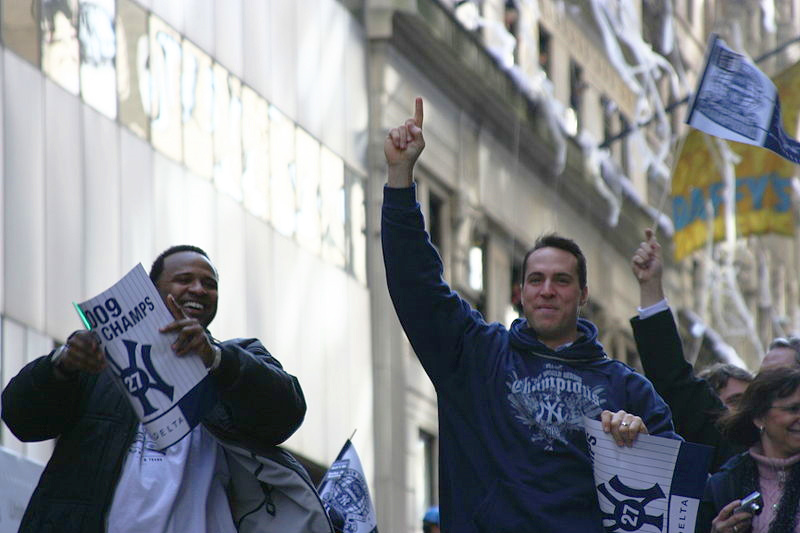
パレードの様子。CC・サバシア（写真左）とマーク・テシェイラ（写真右）

FOXスポーツがアメリカ合衆国で10年連続でテレビ中継を担当し、ジョー・バックとティム・マッカーバーが実況した。ESPNがラジオ中継を担当し、ジョー・モーガンとジョン・ミラーが実況した。第1戦の視聴率11.9%は2000年以降のワールドシリーズ第1戦としては2004年に次ぐ高視聴率となった。第4戦の視聴率13.5%は2005年のワールドシリーズ以降最高の視聴率を記録。
| 試合 | 視聴率 | 占有率 | 視聴者数（万人） |
| ---- | ------ | ------ | ---------------- |
| 1    | 11.9   | 19     | 1,950            |
| 2    | 11.7   | 19     | 1,890            |
| 3    | 9.1    | 18     | 1,540            |
| 4    | 13.5   | 22     | 2,280            |
| 5    | 10.6   | 16     | 1,709            |
| 6    | 13.4   | 22     | 2,230            |

## シリーズ終了後

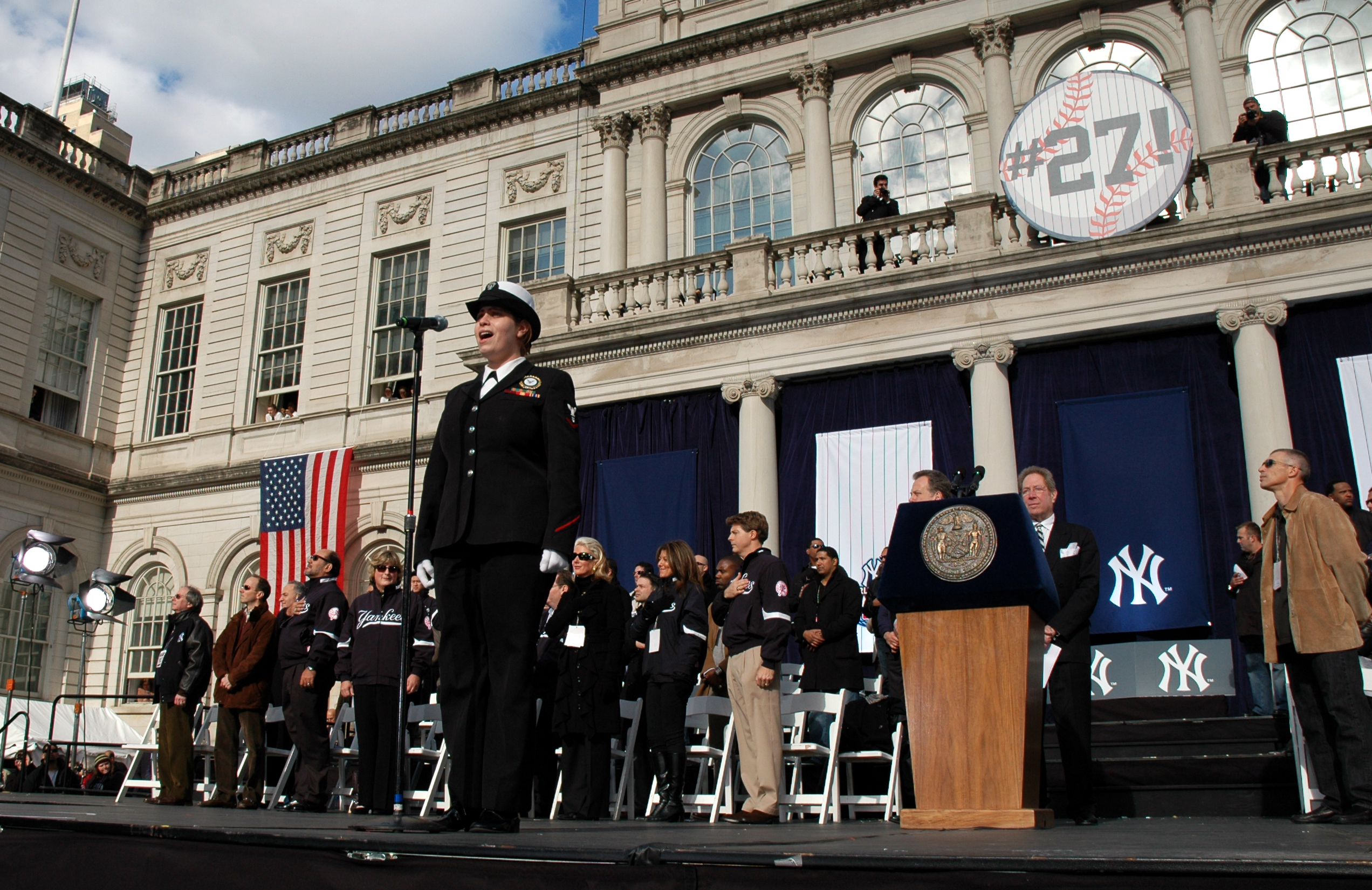
ニューヨーク市庁舎での優勝パレード（ティッカー・テープ・パレード）の様子。

アレックス・ロドリゲスは、レギュラーシーズン2166試合の出場で初のワールドシリーズ出場を果たした。ワールドシリーズ出場できずにいる同時点の現役選手で、ロドリゲスを上回るレギュラーシーズンの出場試合数を記録しているのはケン・グリフィー・ジュニア（2010年引退）のみである。
シリーズ終了後、マーク・テシェイラとデレク・ジーターがシルバースラッガー賞とゴールドグラブ賞を受賞。また、ジーターはハンク・アーロン賞、ロベルト・クレメンテ賞スポーツ・イラストレイテッド誌の年間最優秀スポーツマンにも選出された。フィリーズの選手ではジミー・ロリンズとシェーン・ビクトリーノがゴールドグラブ賞に、チェイス・アトリーはシルバースラッガー賞に選出された。
ワールドチャンピオンとなったヤンキースは11月6日に”英雄たちの渓谷（Canyon of Heroes）”で優勝パレードを行った。 バラク・オバマアメリカ合衆国大統領は2010年4月26日に、ヤンキースの選手をホワイトハウスに招き、祝福した。
このあとヤンキースは長らくワールドシリーズから遠ざかり、次に出場するのは2024年となった。